# Wisława Szymborska
Wislawa Szymborska, Maria Wisława Anna Szymborska (2 tháng 7 năm 1923 – 1 tháng 2 năm 2012) là nhà thơ người Ba Lan đoạt Giải Nobel Văn học năm 1996.

## Tiểu sử
Wisława Szymborska sinh tại Bnin (nay là Kórnik, gần Poznan); năm 1929 gia đình chuyển đến Krakow. Bà học xong tiểu học năm 1935 và trung học năm 1941, khi Ba Lan còn bị Đức chiếm đóng. Trong một thời gian ngắn Szymborska làm công nhân đường sắt. Giai đoạn 1945–1947, bà học văn học Ba Lan và xã hội học tại Đại học Jagielloński. Năm 1945 bà khởi đầu sự nghiệp sáng tác với bài thơ Szukam słowa (Tôi tìm lời); năm 1952 in tập thơ đầu tiên Dlatego żyjemy (Vì lẽ này chúng ta đang sống) và được kết nạp vào Hội Nhà văn Ba Lan.
Phong cách thơ của Szymborska thời kì này mang tính hiện thực truyền thống, viết về chiến tranh, quân đội, tổ quốc. Năm 1957, Szymborska xuất bản tập thơ thứ ba Wolanie do yeti (Lời kêu gọi đối với người tuyết) được dư luận quan tâm (trong nguyên tác sử dụng từ "yeti" có nghĩa là "người tuyết", ám chỉ thủ lĩnh của "xứ tuyết" láng giềng). Thời kì này bà thường viết lối thơ tự do, đặc trưng cho các nhà thơ Tây Âu đương đại, nhưng thơ Szymborska không trừu tượng mà cụ thể và dễ hiểu.

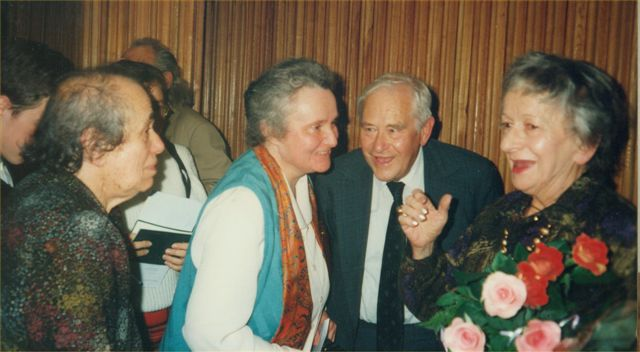
Wisława Szymborska và các thành viên Hội Văn bút Ba Lan

Trong những năm 1953–1981, bà là biên tập viên thơ và là người viết xã luận trên tuần báo Życie Literackie (Đời sống văn học), các tiểu luận của bà về sau được tập hợp xuất bản dưới dạng sách tái bản nhiều lần. Trong khoảng 1952–1996, bà đã xuất bản 16 tập thơ. Ngoài ra, bà còn dịch thơ tiếng Pháp, tiếng Nga ra tiếng Ba Lan.
Szymborska được tặng nhiều giải thưởng văn học. Năm 1954 bà được tặng giải thưởng của thành phố Krakow; năm 1963 bà đoạt giải Văn học của Bộ trưởng Văn hóa Nghệ thuật Ba Lan; năm 1991 giải Goethe của Đức và năm 1995 giải thưởng Herder của Áo. Bà được trao bằng Tiến sĩ danh dự của Đại học Adam Mickiewicz tại Poznan (1995) và giải thưởng Hội Văn bút Ba Lan (1996). Năm 1996, Szymborska được trao giải Nobel cho "những tác phẩm thơ tái hiện chân thực một thế giới trong đó cái thiện và cái ác đan xen, giành giật nhau chỗ đứng cả lẫn trong tư duy và hành động của con người, thể hiện tấm lòng một công dân, một nghệ sĩ có nhân cách lớn và đầy trách nhiệm trước những thực trạng các giá trị tinh thần bị đảo lộn, trước nguy cơ suy đồi đạo đức trong cuộc sống hiện đại". Thơ của Wislawa Szymborska được dịch ra gần 40 thứ tiếng, trong đó có tiếng Việt.

## Tác phẩm
- Dlatego zyjemy (Vĩ lẽ này chúng ta đang sống, 1952), thơ
- Pytania zadawane sobie (Những câu hỏi cho mình, 1954), thơ
- Wolanie do yeti (Lời kêu gọi đối với người tuyết, 1957), thơ
- Sols (Muối, 1962), thơ
- Sili (1965), thơ
- Poezje wybrane (Tuyển thơ, 1967), thơ
- Sto pociech (Một trăm trò hề, 1967), thơ
- Poezje (Thơ, 1970), thơ
- Wszelki wypadek (Trường hợp bất kì, 1972), thơ
- Tarsjusz i inne wiersze (Tarsius và những bài thơ khác, 1976), thơ
- Wielka liczba (Số lớn, 1976), thơ
- Ludzie na moscie (Những người trên cầu, 1985), thơ
- Wieczúr autorski (Buổi chiều của tác giả, 1992), thơ
- Koniec i poczatek (Kết thúc và mở đầu, 1993), thơ

## Hai bài thơ
| Tình yêu từ cái nhìn đầu tiên Cả hai người vẫn tin rằng tình cảm của họ bất ngờ, đột ngột lòng tin này rất đẹp nhưng sự hoài nghi còn tuyệt vời hơn. Họ cho rằng, nếu trước đó chưa từng quen thì đã không có gì xảy ra với họ. Thế sẽ nói gì những bậc thang, những hành lang, đường phố những nơi mà họ gặp nhau không chỉ một lần? Tôi muốn hỏi họ xem liệu họ còn có nhớ có thể, trong những vòng xoay cánh cửa họ từng đối mặt ra sao? Những lời "xin lỗi" khi va vào người nhau giọng "anh nhầm rồi" trong ống nghe điện thoại nhưng tôi biết câu trả lời như vậy. Không, họ chẳng nhớ gì. Mà họ sẽ ngạc nhiên nhiều hơn kia khi biết rằng đã từ lâu lắm với họ đang đùa giỡn một trường hợp ngẫu nhiên. Trường hợp này còn chưa sẵn sàng trở thành số phận xích họ lại gần, làm cho xa vắng chạy qua đường, né sang bên và tiếng cười khúc khích kìm nén. Đã từng có những dấu hiệu không quan trọng là đã chẳng hiểu ra có thể từ ba năm trước kia hay là, thứ ba tuần trước khi từ vai này sang vai khác một chiếc lá vương? Một thứ gì người này làm rơi người khác nhặt lên ai biết được, có thể là trái bóng trong bụi cây từ thuở thiếu niên. Đã có những chiếc chuông con và những tay cầm mà ở đó rất lâu trước lần gặp gỡ những dấu tay đã từng chồng lên. Hai chiếc va li trong kho để kề bên. Có thể, trong đêm có một giấc mơ giống hệt khi thức giấc thì đã vội vàng quên. Bởi vì mỗi sự mở đầu chỉ là một hồi kế tiếp và cuốn sách của cuộc đời luôn mở giữa chừng trang. Ai đó yêu thơ Ai đó – có nghĩa: không mỗi người. Không phải nhiều, mà là thiểu số. Ngoại trừ những em trò nhỏ và các nhà thi sĩ trong nghìn người, may ra chỉ có hai. Yêu – như người đời yêu khoai tây với nấm những lời khen, những sắc thái của hoàng hôn với chiếc khăn nhỏ của mình đứng trên chỗ của mình trước khi đi ngủ dẫn ra đường con chó lớn. Thơ – thơ ca là gì thế? Bao nhiêu câu trả lời tôi từng nghe được về điều này. Cũng may: chúng đều lời nhẹ bởi nếu không, sao tôi viết những dòng này. Bốn giờ sáng Thời khắc từ đêm sang ngày Thời khắc trở mình trằn trọc Thời khắc của tuổi ba mươi. Thời khắc, khi đất đai chối bỏ con người Thời khắc bật lên trong giờ gà gáy Thời khắc, khi ngôi sao tắt ngấm giữa trời Thời khắc, thế sau ta có những gì còn lại? Thời khắc lặng im Thời khắc trống vắng Tận cùng đáy của ngày đêm. Lúc bốn giờ sáng chẳng có ai bình yên Nếu bầy kiến lúc bốn giờ thanh thản Ta mừng cho kiến. Và năm giờ sẽ đến Nếu như ta sống tiếp cuộc đời mình. | Nhà ga Sự không có mặt của em đến thành phố N Đã theo đúng thời gian biểu. Em đã báo trước với anh Bằng bức điện mà rồi em không gửi. Và anh đã không kịp tới Theo thời gian hẹn hò. Con tàu đi vào đường thứ ba Có rất nhiều người ra đón. Trong đám đông, em hướng về phía cổng Không có người đưa đón của mình. Một vài người phụ nữ vội vàng Nhìn theo em Bước đi vội vã. Có ai đấy chạy đến bên một người phụ nữ Người này em không quen Nhưng người phụ nữ nhận ra người đàn ông Chỉ trong khoảnh khắc. Họ hôn nhau thắm thiết Không bằng nụ hôn của chúng mình Và chiếc va li bị lấy cắp Không phải là chiếc va li của em. Nhà ga thành phố N Đã trả thi rất giỏi Về sự tồn tại khách quan. Cái chung vẫn còn nguyên vẹn Cái riêng đã hoàn thành Theo như số trời định sẵn. Và ngay cả lần hò hẹn Cũng đã định trước rồi. Nhưng, than ôi Sau khi chúng mình có mặt. Và thiên đường đã mất Giống như chân lý cuộc đời. Ở đâu, chứ không phải ở đây Vang lên những lời thánh thót. Trường hợp bất kỳ Đã xảy ra điều có thể Đã xảy ra điều phải xảy ra. Sớm hơn. Muộn màng hơn thế. Gần hơn. Xa hơn. Đã xảy ra – nhưng không phải với anh. Còn nguyên vẹn, bởi anh người đầu tiên. Còn nguyên vẹn, bởi anh người sau cuối. Bởi do mọi người. Bởi anh tự mình Bởi vì bên phải. Bởi vì bên trái Bởi vì bóng rơi. Bởi vì mưa xối Và bởi vì nắng đẹp, trời xanh. Thật may mắn, ở đó là rừng Thật may mắn, không một thân cây gỗ Thật may mắn, khe núi, đường ray, sự cách trở Milimét, phút giây và chỗ quay vòng Thật may mắn, cọng rơm bơi trên nước. Nhưng kết cục, thật khó mà nói được Tuy thế, dù sao, giá mà tay, chân Kẽ tóc chân tơ, theo mỗi bước chân Tránh khỏi trùng phùng cơ hội. Bởi thế, anh tồn tại? Mang ơn mỗi phút giây Lưới có một mắt. Còn anh ở trong mắt ấy Em không lặng im và chẳng ngạc nhiên lắm vậy Xin anh hãy nghe em Để vì em Con tim anh rộn ràng hãy đập. Ba lời kỳ lạ Tôi nhắc lại rằng thời gian không ở Thì lời đầu tiên đã kịp đi qua. Tôi thì thầm trời yên, lặng gió Thì trở nên không lặng yên cho. Tôi cẩn thận nói lời không cái gì Thì có một cái gì bao la hiện rõ... Bản dịch của Nguyễn Viết Thắng |